# Piezorina cinerea
A Piezorina cinerea a madarak osztályának verébalakúak (Passeriformes) rendjébe és a tangarafélék (Thraupidae) családjába tartozó Piezorina nem egyetlen faja.

## Rendszerezése
A fajt Frédéric de Lafresnaye francia ornitológus írta le 1843-ban, a Guiraca nembe Guiraca cinerea néven. Szerepelt, mint Piezorhina cinerea is.

## Előfordulása
Ecuador és Peru területén honos. Természetes élőhelyei a szubtrópusi és trópusi száraz cserjések.

## Megjelenése
Testhossza 16 centiméter.

## Természetvédelmi helyzete
Az elterjedési területe nem nagy, egyedszáma viszont stabil. A Természetvédelmi Világszövetség Vörös listáján nem fenyegetett fajként szerepel.